# Sticherus revolutus
Sticherus revolutus là một loài dương xỉ trong họ Gleicheniaceae. Loài này được Kunth Ching mô tả khoa học đầu tiên năm 1940.